# Église Saints-Pierre-et-Paul de Sébastopol
Pour les articles homonymes, voir Église Saints-Pierre-et-Paul.
L'église Saints-Pierre-et-Paul (Храм Святых Апостолов Петра и Павла) est une église orthodoxe en forme de temple grec située dans le raïon Lénine à Sébastopol en Crimée. Elle se trouve sur la colline centrale de la ville du côté de la baie Sud. C'est un édifice protégé du patrimoine.

## Histoire

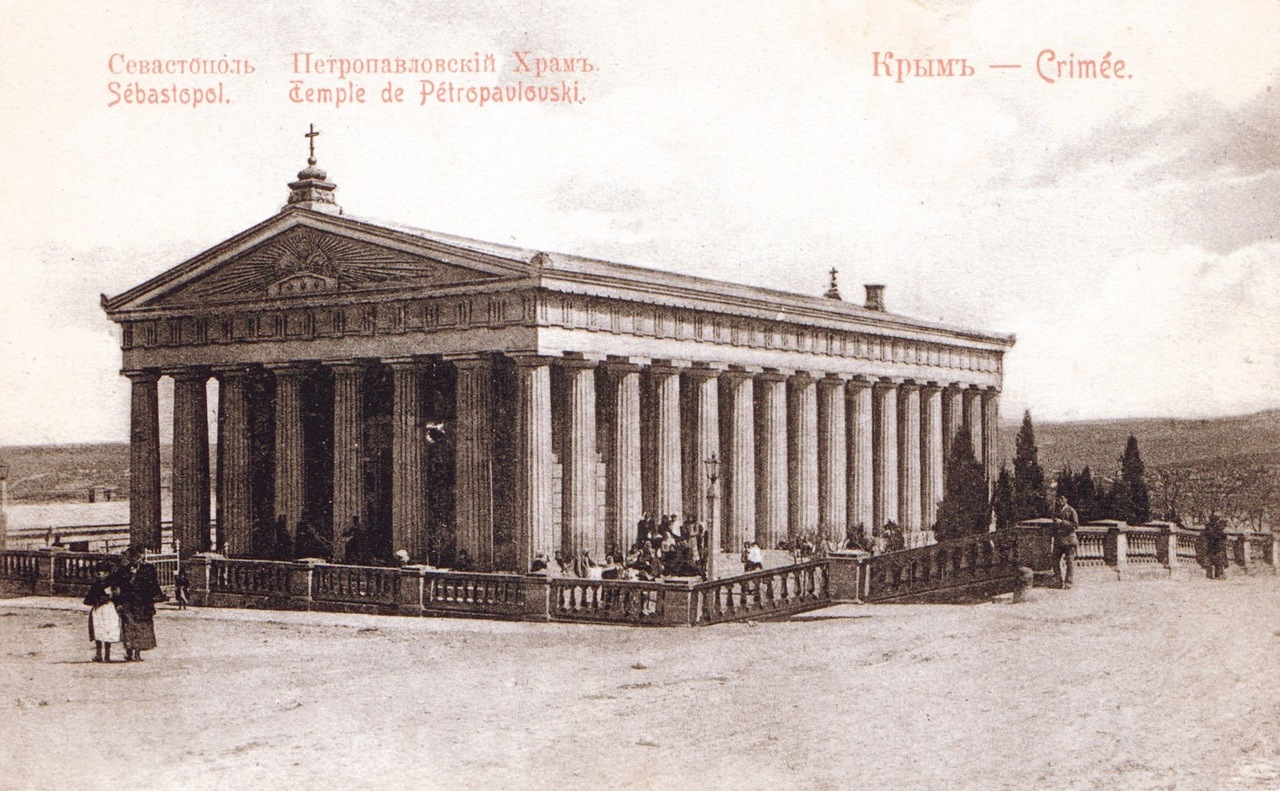
Carte postale du début du XXe siècle

À l'emplacement de l'église actuelle une des premières églises de Sébastopol est construite en 1792, consacrée à saint Pierre et à saint Paul, autour de laquelle se trouve une petite communauté grecque. C'était une petite église de bois de plan rectangulaire. Elle est détruite par une tempête en 1837. l'amiral Mikhaïl Lazarev commande à l'architecte de la ville, Vassili Rouliov, une nouvelle église. Les travaux commencent en 1840 et durent quatre ans. La consécration a lieu en décembre 1844.

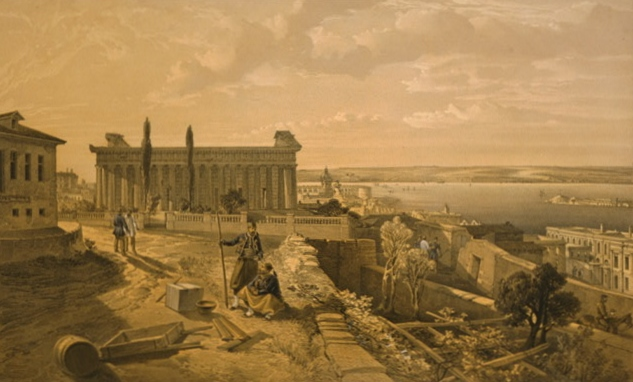
L'église en 1856 par William Simpson.

L'église domine la colline, c'est pourquoi elle est visée par les canonnades du siège de Sébastopol pendant la guerre de Crimée. En août 1855, un énorme trou crève la toiture et en septembre l'édifice prend feu; néanmoins la colonnade du portique résiste. Pendant l'occupation de la ville, les statues de marbre sont dérobées. Pendant trente ans, l'édifice demeure à moitié en ruines et complètement abandonné, la municipalité n'ayant pas assez de moyens pour le restaurer.
La restauration de l'église dans son aspect originel commence en 1888 et elle est consacrée le 17 décembre 1889. Elle dispose d'une école paroissiale, d'écoles diverses et d'un lycée. Saint Jean de Cronstadt y célèbre un service commémoratif pour l'empereur Alexandre III en 1894.
Les autorités communistes locales ferment l'église le 5 février 1931 et y installent les archives municipales qui souffrent de dommages pendant la Grande Guerre patriotique. L'édifice est restauré en 1946 et accueille jusqu'en 1957 la troupe du théâtre Lounatcharski dont le théâtre a été démoli pendant la guerre. Ensuite la maison de la culture y emménage et l'ancienne église est partagée en deux niveaux,.
En 2006, l'église est rendue à l'Église orthodoxe; mais la façade reste en travaux pendant de longues années. Les statues de saints Cyrille et Méthode sont érigées devant l'église. Les services liturgiques ont lieu les dimanches et jours de fête.

## Architecture

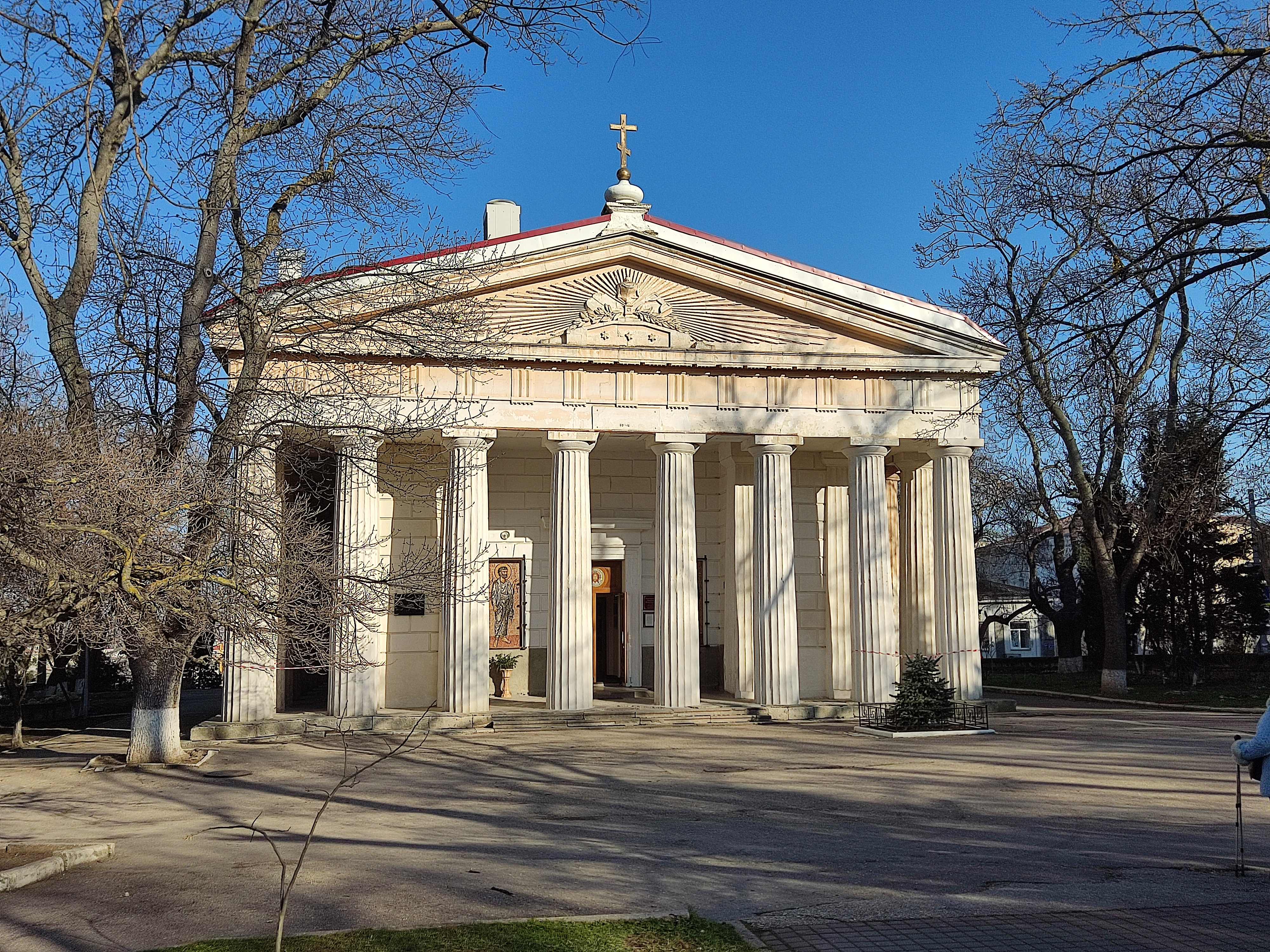
Façade de l'église en 2022.

L'église est un pur exemple de néoclassicisme à la grecque, inspiré du Parthénon, avec 44 colonnes à cannelures. Elle est construite en pierre calcaire. La façade est surmontée d'un fronton triangulaire surmonté d'une croix. Le fronton oriental montre un relief avec l'œil de la Providence. De chaque côté de l'entrée principale, l'on remarque des mosaïques représentant saint Pierre et saint Paul dont les originaux (disparus pendant la guerre de Crimée) étaient l'œuvre de Ferdinando Peliccio.